# Frappe de drone sur Douna
La frappe de drone sur Douna est un bombardement aérien exécuté dans la nuit du 22 au 23 mars 2024 au moyen d'un drone de combat (probablement un Bayraktar TB2 de fabrication turque) contre une école coranique du village de Douna, dans le cercle de Douentza, au Mali. L'attaque, résultant probablement d'une erreur de ciblage, tue 14 personnes (dont 10 mineurs apprenant le Coran) et en blesse une dizaine.

## Contexte
Le cercle de Douentza, où se trouve Douna, est une zone d'activité de la katiba Serma, affiliée au Groupe de soutien à l'islam et aux musulmans, qui combat le gouvernement malien dans le cadre de la guerre du Mali. Le village de Douna est lui-même parfois investi par les djihadistes. Dans la semaine précédant la frappe de drone, les forêts de Serma et Foulsere, proches du village, ont été interdites d'accès à la population en prévision d'une opération antiterroriste des Forces armées maliennes.

## Frappe de drone
Dans la plupart des écoles coraniques du Pays Dogon, les cours ont lieu très tôt le matin, et très tard le soir. Dans ce dernier cas de figure, un feu est généralement allumé pour éclairer. Le soir du 22 mars, les élèves de l'école coranique de Douna sont réunis autour du feu lorsque, vers 22 heures, le drone largue ses munitions. 

## Victimes
Les noms des quatorze civils décédés dans la frappe de drone sont les suivants,, :
- Issa Younoussou Ongoiba, 26 ans
- Salou Ongoiba, 23 ans
- Sahame Ongoiba, 10 ans
- Madina Ongoiba, 10 ans
- Oumarou Ongoiba, 10 ans
- Housseïni Ongoiba, 10 ans
- Idrissa Ongoiba, 10 ans
- Soumaïla  Ongoiba, 6 ans
- Hama Sawadogo, 8 ans
- Abdou Sawadogo, 6 ans
- Boukar A Maïga, 12 ans
- Moussa A Maïga, 6 ans
- Boukar H Maiga, 13 ans
- Hama Ongoiba, 22 ans

Neuf blessés sont quant à eux évacués vers l'hôpital de Mopti-Sévaré.

## Réactions
Cette erreur de ciblage, loin d'être la première, fait grincer des dents au sein des Forces armées maliennes.
Dans un communiqué publié le 25 mars, le Groupe de soutien à l'islam et aux musulmans (GSIM) condamne « l'attaque aérienne contre une école du soir dans le village de (Douna) » et met en cause l'utilisation des « drones turcs Bayraktar TB2 » dans cette dernière. La veille, l'émir du GSIM au Burkina Faso, Jafar Dicko, avait appelé « les hommes politiques, les individus et les peuples turcs [...] à faire pression par tous les moyens sur le gouvernement turc pour qu'il mette fin [...] aux contrats de vente de drones de combat Bayraktar qu'il a conclu avec des dizaines de pays africains, y compris les pays de la coalition du Sahel. », ajoutant : « Ces drones turcs sont devenus le principal outil de ce groupe autoritaire pour tuer des enfants et des femmes. »,. 